# Le 5 fasi del dolore
Le 5 fasi del dolore è un singolo della cantautrice italiana Romina Falconi, pubblicato il 28 settembre 2018 dall'etichetta Freak & Chic con distribuzione Artist First. Dopo Cadono saponette, è il secondo estratto dal secondo album in studio dell'artista, Biondologia.

## Descrizione
Le 5 fasi del dolore, prodotto da Francesco "Katoo" Catitti, esplora appunto le cinque fasi del dolore come viste e affrontate dalla cantante: rifiuto, rabbia, patteggiamento, tristezza, accettazione.

## Il videocumentario
Il 5 ottobre 2018 venne pubblicato su YouTube un videocumentario contenente il video musicale del brano e altri segmenti nei quali la cantante esplora il tema dell'abbandono.